# شلبروک، ساسکاچوان
شلبروک، ساسکاچوان (به انگلیسی: Shellbrook, Saskatchewan) یک منطقهٔ مسکونی در کانادا است که در ساسکاچوان واقع شده‌است. شلبروک ۳٫۶۷ کیلومتر مربع مساحت و ۱٬۴۳۳ نفر جمعیت دارد.